# منتخب إسكتلندا لكرة الصالات
منتخب اسكتلندا لكرة الصالات هو ممثل اسكتلندا الرسمي في المنافسات الدولية في كرة الصالات .